# Ernst Hampel (Politiker)
Ernst Hampel (* 18. August 1885 in Bodenstadt, Mähren; † 23. Jänner 1964 in Oberfellabrunn, Niederösterreich) war ein österreichischer Politiker (GDVP) und Bürgerschullehrer. Er war von 1924 bis 1934 Abgeordneter zum österreichischen Nationalrat.

## Ausbildung und Beruf
Hampel besuchte nach der Volksschule das Gymnasium in Mährisch-Weißkirchen, wo er 1905 die Matura ablegte. Er studierte Geschichte und Philosophie und legte 1909 die Lehrbefähigungsprüfung für den Unterricht an Volksschulen bzw. 1910 die Lehrbefähigungsprüfung für den Unterricht an Bürgerschulen ab. Im Jahr 1914 folgte seine Promotion. Beruflich war Hampel als Volksschullehrer in Groß-Siegharts und Fachlehrer an der Siemensschule in Floridsdorf tätig. Er wurde Bürgerschuldirektor und 1934 zum Regierungsrat ernannt. Noch im selben Jahr erfolgten aus politischen Gründen Pensionierung sowie eine kurze Haft. Er verfasste in der Folge verschiedene Arbeiten über die „Arbeitsschule“ und führte ab 1945 ein zurückgezogenes Leben in Oberfellabrunn.

## Politik und Funktionen
Hampel war Mitglied des Reichsvollzugsausschusses der Großdeutschen Volkspartei und Präsident des Deutschen Handels- und Gewerbebundes für Wien, Niederösterreich und Burgenland. Zudem engagierte er sich als Vorsitzender des Parlamentsklub des Nationalen Wirtschaftsblocks und war Vorsitzender des Gesamtsklubs der Großdeutschen Abgeordneten. Er war zudem    Parteibeauftragter und kommissarischer Leiter des niederösterreichischen Landesgewerbeverbandes und ab 1938 Gauführerstellvertreter im Handels- und Gewerbering. Des Weiteren war er SA-Führer und Gaupropagandist im Kreis Hollabrunn. Hampel gehörte zwischen dem 10. November 1920 und dem 2. Mai 1934 mit zwei kurzen Unterbrechungen dem Nationalrat als Abgeordneter an.